# Ленинское сельское поселение (Ленинский район)
Ленинское сельское поселение (укр. Ленінське сільське поселення, крымскотат. Петровское кой юрту, Petrovskoye köy yurtu) — муниципальное образование в Ленинском районе Республики Крым России, на Керченском полуострове, к юго-востоку от райцентра Ленино.
Административный центр — село Ленинское.

## Население
| 2001  | 2014  | 2015  | 2016  | 2017  | 2018  | 2019  |
| ----- | ----- | ----- | ----- | ----- | ----- | ----- |
| 2282  | ↘1880 | ↘1878 | ↘1859 | ↘1826 | ↘1803 | ↘1787 |
| 2020  | 2021  |       |       |       |       |       |
| ↘1765 | ↘1671 |       |       |       |       |       |

## Состав сельского поселения
| № | Населённый пункт | Тип населённого пункта       | Население |
| - | ---------------- | ---------------------------- | --------- |
| 1 | Ленинское        | село, административный центр | ↘1671     |
| 2 | Фонтан           | село                         | ↘209      |

## История
В 1921 году был образован Ленинский сельский совет. Ранее в его состав входило село Дорошенково.
Статус и границы Ленинского сельского поселения установлены Законом Республики Крым от 5 июня 2014 года № 15-ЗРК «Об установлении границ муниципальных образований и статусе муниципальных образований в Республике Крым».